# Nakamura Kaede
Nakamura Kaede (中村 楓; Hepburn: Nakamura Kaede) (Ivate prefektúra, 1991. augusztus 3. –) japán válogatott labdarúgó.

## Klub
2010 óta az Albirex Niigata csapatának játékosa, ahol 109 bajnoki mérkőzésen lépett pályára és 1 gólt szerzett.

## Nemzeti válogatott
2017-ben debütált a japán válogatottban. A japán válogatottban 3 mérkőzést játszott.

## Statisztika
| Japán válogatott | Japán válogatott | Japán válogatott |
| Időszak          | Mérk.            | gól              |
| ---------------- | ---------------- | ---------------- |
| 2017             | 3                | 0                |
| Összesen         | 3                | 0                |